# Novolopa kuscheli
Novolopa kuscheli är en insektsart som beskrevs av Knight 1973. Novolopa kuscheli ingår i släktet Novolopa och familjen dvärgstritar. Inga underarter finns listade i Catalogue of Life.